# 天然氣工業銀行
天然氣工業銀行（羅馬化：Gazprombank）是俄羅斯是俄羅斯天然氣工業股份公司旗下的國有銀行，也是俄羅斯的第三大銀行。銀行經營法人、個人、投資銀行業務。該銀行在俄羅斯有43家分行和260多個網點，並在白俄羅斯、瑞士、蒙古、中國、印度有分支機構。
2022年烏俄戰爭時，先被美國制裁、3月烏克蘭出生的副總裁沃洛布耶夫（Igor Volobuev）離職加入烏克蘭部隊、4月前副總裁阿瓦耶夫（Vladislav Avaev）全家在莫斯科家裡中彈身亡（俄國官方調查為父親槍殺妻兒再自戕）。

## 外部連結
- Official site